# Burj Dubai Lake Hotel & Serviced Apartments
O Burj Dubai Lake Hotel & Serviced Apartments (árabeفندق البحيرة و شقق برج دبي المخدمة) será um arranha-céu que terá 306 metros ao lado do Dubai Mall e da parte antiga de Dubai. a torre abrigará um total de 63 andares quando for finalizado em 2008. A torre é mais uma mega-estrutura que vem sendo construída em Dubai, em que o principal empreendimento é o mega-arranha-céu, Burj Khalifa. Burj Khalifa tem 828 metros de altura e é a estrutura mais alta do mundo.